# Naftali Feder
Naftali Feder (hebrejsky: נפתלי פדר, žil 4. ledna 1920 – 11. listopadu 2009) byl izraelský politik a poslanec Knesetu za stranu Ma'arach.

## Biografie
Narodil se ve městě Olkusz v Polsku. Za druhé světové války sloužil v Rudé armádě. V roce 1949 přesídlil do Izraele.

## Politická dráha
V letech 1946–1949 byl ve vedení mládežnické organizace ha-Šomer ha-Ca'ir, v letech 1947–1949 vydával německojazyčný list. Stal se ředitelem agentury UNWRA pro otázky dětských utečenců. V letech 1950–1953 byl tajemníkem radnice ve městě Nešer, později se stal pokladníkem města Beerševa. V letech 1963–1965 ho Židovská agentura vyslala do Brazílie. V letech 1968–1976 byl politickým tajemníkem strany Mapam. Publikoval v listu Al ha-Mišmar.
V izraelském parlamentu zasedl poprvé po volbách v roce 1977, do nichž šel za Ma'arach. Byl členem finančního výboru parlamentu, dále výboru House Committee. Opětovně byl zvolen ve volbách v roce 1981. Zaujal pak post místopředsedy Knesetu a člena finančního výboru. Ve volbách v roce 1984 mandát neobhájil.